# 48e bataillon de chasseurs à pied

## Création et différentes dénominations
- Août 1914: formation du 48e Bataillon de Chasseurs à Pied, à Amiens, à partir du 8e BCP
- 29 mars 1919 : Dissolution en Allemagne
- 1939 : Recréation du 48e Bataillon de Chasseurs à Pied, comme bataillon de réserve de Série A[réf. nécessaire]
- 1940 : Dissolution

## Drapeau du régiment
Comme tous les autres bataillons de chasseurs ou groupes de chasseurs, il ne dispose pas de son propre drapeau.
La Croix de guerre 1914-1918 deux palmes (deux citations à l'ordre de l'armée) une étoile d'argent (une citation à l'ordre de la division).
Il obtient la fourragère aux couleurs du ruban de la Croix de guerre 1914-1918 le 7 octobre 1918.

## Chefs de corps
Le bataillon était sous les ordres du commandant Gaston de Chomereau de Saint-André.

## Historique

### La Première Guerre mondiale
- casernement : Amiens, 138e brigade d'infanterie, 6e région, 4e groupe de réserve.

69e Division d'Infanterie d'août 1914 à juin 1915
121e Division d'Infanterie de juin 1915 à novembre 1918

#### 1914
Opérations des IIIe et IVe Armées et du Corps de Cavalerie Sordet: Solre sur Sambre (22 août)
La Retraite : Opérations de l'aile gauche: Guise(29 août)
La reprise de l'offensive : Soupir (2 novembre) dans l'Aisne
Première bataille du Chemin des Dames

#### 1915
Nouvron

#### 1916
Bataille de la Somme : Estrées, Belloy-en-Santerre (juillet), le Chandelier (1er août), Genermont, Nord de Fresnes (14 octobre)
Lassigny.

#### 1917
Remigny, Vendeuil (22 mars), Urvillers
Canal de Crozat
Chemin des Dames : Vauclerc

#### 1918
Belgique : Le Kemmel
L'Aronde
Ressons-sur-Matz
Lassigny
Canal du Nord

## Sources et bibliographie
- Historique du 48e bataillon de chasseurs à pied pendant la guerre 1914-1918, Nancy, Impr. Berger-Levrault, 32 p., lire en ligne sur Gallica.

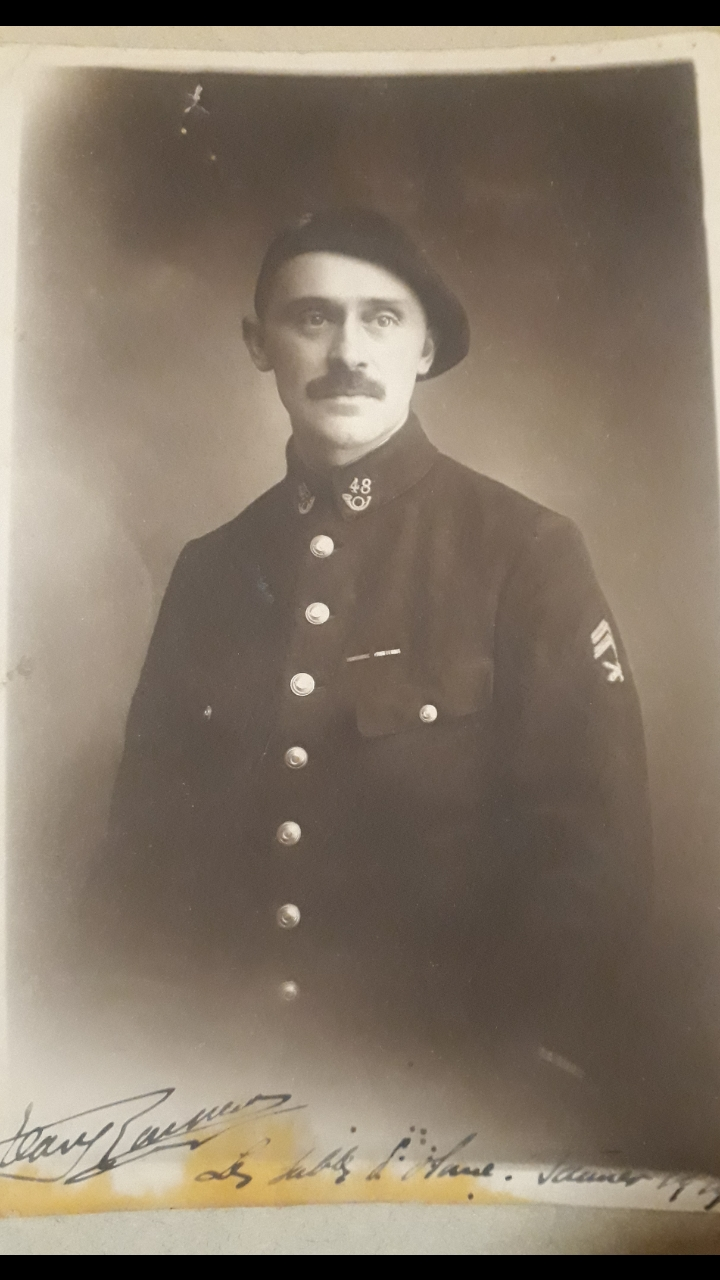
Soldat du 48ème chasseur à pied